# Tarzan (1999)
Tarzan é um filme de animação estadunidense de 1999 dos gêneros comédia dramática, aventura e romance produzido pela Walt Disney Feature Animation e lançado pela Buena Vista Distribuition. É baseado no romance Tarzan of the Apes publicado em 1912 por Edgar Rice Burroughs, sendo a primeira vez que a história foi adaptada para uma animação cinematográfica após vários filmes em live action. O filme foi dirigido por Kevin Lima e Chris Buck, sendo produzido por Bonnie Arnold a partir de um roteiro escrito por Tab Murphy e pela equipe de roteiristas Bob Tzudiker e Noni White. É estrelado pelas vozes de Tony Goldwyn como o personagem-título, juntamente com Minnie Driver, Glenn Close, Rosie O'Donnell, Brian Blessed, Lance Henriksen, Wayne Knight e Nigel Hawthorne.
A pré-produção de Tarzan começou em 1995, com Lima sendo selecionado como diretor e Buck se juntando a ele no mesmo ano. Após o primeiro rascunho de Murphy, Tzudiker e White, David Reynolds e Jeffrey Stepakoff foram trazidos para reconstruir o terceiro ato e adicionar material adicional ao roteiro. O cantor inglês Phil Collins foi contratado para compor e gravar canções integradas com uma trilha sonora instrumental de Mark Mancina. Enquanto isso, a equipe de produção embarcou em uma viagem de pesquisa para Uganda e Quênia para estudar os gorilas. A animação do filme combina animação 2D desenhada à mão com o uso extensivo de imagens geradas por computador e foi produzida na Califórnia, Orlando e Paris utilizando o pioneiro sistema de software de animação por computador chamado Deep Canvas, o qual foi predominantemente empregado para criar fundos tridimensionais.
O filme teve sua premiere no El Capitan Theatre em Los Angeles no dia 12 de junho de 1999, sendo lançado comercialmente nos Estados Unidos seis dias depois. Recebeu críticas positivas dos críticos, que elogiaram suas performances de voz, música, animação e sequências de ação. Contra um orçamento de produção de US$ 130 milhões (se tornando até então o filme de animação tradicional mais caro já feito até O Planeta do Tesouro de 2002), o filme arrecadou US$ 448,2 milhões em todo o mundo, tornando-se o quinto filme de maior bilheteria de 1999, bem como o segundo filme de animação de maior bilheteria daquele ano, atrás de Toy Story 2, e o primeiro filme de animação da Disney a estrear em primeiro lugar nas bilheterias norte-americanas desde Pocahontas (1995). Tarzan ganhou um Oscar de melhor canção original pela faixa "You'll Be in My Heart" de Phil Collins. O filme também originou muitos trabalhos derivados como uma adaptação da Broadway, uma série de televisão e duas continuações lançadas diretamente em vídeo: Tarzan & Jane (2002) e Tarzan II (2005). Devido a problemas de licenciamento das obras de Edgar Rice Burroughs, o uso dos personagens do filme por parte da Disney é limitado. Tarzan é considerado o último filme da chamada Era Renascentista da Disney.

## Enredo
No século XIX, no início da década de 1890, um casal de ingleses com seu filho naufragam de um navio em chamas, chegando a terra firme numa ilha com uma grande floresta tropical na costa da África. O casal constrói uma casa na árvore com os destroços do navio, mas, posteriormente, é morto por Sabor, uma grande leoparda fêmea. Kala, a gorila, cujo filho foi morto e comido pela mesma felina, ouve o choro da criança órfã e encontra-a na casa da árvore abandonada, juntamente com os corpos dos pais do bebê. Kala imediatamente se apega à criança, mas é atacada por Sabor, que quer matar e comer o bebê. Kala consegue fugir com o bebê e deixa Sabor presa em uma corda.
Kala leva o bebê para o local onde vivem vários gorilas, com o intuito de criá-lo como se fosse seu próprio filho, apesar da desaprovação de seu companheiro, Kerchak. Kala dá à criança humana o nome de Tarzan. Durante seu crescimento, ele faz amizade com outros gorilas do grupo e com outros animais, incluindo a jovem gorila Terk e o elefante Tantor. No entanto, Tarzan se vê incapaz de estabelecer um vínculo completo com eles e leva muito tempo e esforço para melhorar a si mesmo. Vários anos depois, Tarzan consegue matar Sabor com sua lança e proteger o bando, ganhando o respeito relutante de Kerchak.
A vida pacífica do grupo de gorilas é interrompida pela chegada de uma equipe de exploradores humanos da Inglaterra, composta pelo Professor Porter, sua filha Jane e o caça-guia Clayton. Jane se separa acidentalmente do grupo e é perseguida por um bando de babuínos. Tarzan a salva dos babuínos e percebe que ela é um ser humano igual a ele. Tarzan a leva de volta ao acampamento dos exploradores, onde Porter e Clayton demonstram grande interesse por ele. O professor vê isso como uma oportunidade para avanço científico, enquanto Clayton espera que Tarzan os conduza até os gorilas para que ele possa capturá-los e levá-los para a Inglaterra. Apesar das advertências de Kerchak para que tenha cuidado com os humanos, Tarzan continua a visitar Jane corriqueiramente no acampamento, onde é ensinado por Porter, Clayton e Jane a falar e a aprender sobre o mundo humano. Durante esse tempo, ele e Jane começam a se apaixonar. No entanto, eles enfrentam dificuldades para convencer Tarzan a levá-los até os gorilas, devido ao medo que ele tem pela segurança deles, diante da ameaça de Kerchak.
Quando o barco dos exploradores retorna para buscá-los, Clayton convence Tarzan de que, se ele os levar até o grupo dos gorilas, Jane ficará com ele. Tarzan concorda e leva os exploradores até o lar dos gorilas, enquanto Terk e Tantor mantêm Kerchak afastado para evitar que ele ataque os seres humanos. Porter e Jane ficam animados para conhecer e conviver com os gorilas, mas Kerchak retorna e ameaça matá-los depois de testemunhar Clayton ameaçando alguns gorilas com seu rifle. Kerchak enfrenta diretamente Clayton, mas Tarzan é obrigado a impedir que Kerchak o ataque enquanto os seres humanos escapam. Após esse incidente, Tarzan deixa o bando dos gorilas e se isola, sentindo-se alienado por suas ações. Kala, relutantemente, leva Tarzan de volta à casa da árvore onde o encontrou quando era um bebê, e lhe revela seu verdadeiro passado.
Encorajado por Kala a seguir seu coração, Tarzan decide partir com Jane, Clayton e o Professor Porter, após um adeus emocionado à sua mãe adotiva. Quando eles retornam ao navio, todos são emboscados por piratas, e é então revelado que Clayton queria capturar e contrabandear os gorilas na Inglaterra por um preço elevado. Tarzan e os outros são presos no casco do navio, mas são resgatados por Terk e Tantor, e correm de volta para a ilha para salvar os gorilas.
Clayton e seus homens retornam à floresta para capturar os gorilas. Quando estão a caminho do bosque dos gorilas, Tarzan recruta diversos amigos animais e, juntos, eles lutam e afastam os outros piratas. Clayton aprisiona os animais em gaiolas, mas eles são libertados por Jane, o Professor Porter, Terk e Tantor. Ao libertar Kala de sua jaula, Tarzan é atingido por um tiro de raspão disparado por Clayton; Kerchak o confronta, mas Clayton o atinge com sua arma. Ao ver a cena, Tarzan se enfurece e continua a luta, subindo nas árvores cobertas de cipós e destruindo a arma de Clayton. O confronto termina quando Clayton corta acidentalmente um cipó que estava ao redor de seu pescoço, fazendo-o cair para a morte, enforcado pela planta.
Vendo Kerchak agonizando a morte, Tarzan se aproxima dele e pede seu perdão, mas Kerchak, com pesar, se desculpa por nunca ter aceito Tarzan como parte de seu rebanho. O gorila nomeia Tarzan como o novo líder do bando e o chama de "filho" pela primeira vez antes de morrer; embora enlutado com a perda de Kerchak, Tarzan assume a liderança do bando. No dia seguinte, Porter e Jane se preparam para partir no navio, mas Tarzan decide ficar na ilha com os gorilas. Enquanto o navio parte, Porter percebe que sua filha está apaixonada por Tarzan e a encoraja a voltar para ilha para ficar com ele. Jane pula no mar para encontrá-lo, dando-lhe um beijo na areia da praia. Porter consequentemente desiste de voltar à Inglaterra e também decide pular no mar para nadar de volta à ilha. Os Porters se reúnem com Tarzan e começam uma nova vida junto com ele e os animais da selva.

## Elenco
- Tony Goldwyn como Tarzan: um homem de cerca de vinte anos criado por gorilas que encontra suas raízes humanas. Glen Keane serviu como supervisor de animação para Tarzan quando adulto, enquanto John Ripa animou Tarzan quando bebê e quando jovem. Ripa estudou os movimentos de jovens chimpanzés para usar na animação do jovem Tarzan, enquanto Glen Keane usou movimentos de um gibão e os usou para a animação do Tarzan adulto. Keane também assistiu seu filho Max andando de skate e snowboard e fez referência aos movimentos dos surfistas para animar as cenas em que Tarzan desliza pelos galhos das árvores.[5] Brendan Fraser fez o teste duas vezes para o personagem-título antes de interpretar o papel principal em George of the Jungle (1997).[6] Tony Goldwyn também fez o teste para o papel-título e, de acordo com o codiretor Kevin Lima, Goldwyn conseguiu o papel por causa do seu "senso animal" notável durante as interpretações do roteiro, junto com algumas "imitações de babuínos assassinos".[7]
  - Alex D. Linz dublou o jovem Tarzan
- Minnie Driver como Jane Porter: a excêntrica, agressiva, benevolente e inteligente filha do Professor Porter. Ela é a primeira humana que Tarzan tem contato pela primeira vez e se torna seu interesse amoroso. Ken Duncan serviu como supervisor de animação para Jane. Muitos dos maneirismos e características de Driver foram incorporados à animação de Jane. A cena em que Jane descreve o encontro com Tarzan pela primeira vez para seu pai e Clayton foi improvisada por Driver, resultando em Duncan animando uma das mais longas cenas animadas já registradas. Tal cena levou sete semanas para ser animada e gastou 73 pés de filme.[8]
- Glenn Close como Kala: a gorila mãe adotiva de Tarzan, que o encontrou e criou depois de perder seu filho biológico para Sabor. Ela é companheira de Kerchak, pai de seu filho biológico. Russ Edmonds serviu como o animador supervisor de Kala.
- Rosie O'Donnell como Terk: a melhor amiga de Tarzan, uma gorila brincalhona. Ela também é sobrinha de Kala e Kerchak, o que a torna prima adotiva de Tarzan. Michael Surrey serviu como o supervisor de animação de Terk. O personagem foi originalmente escrito como um gorila macho, mas após a audição de O'Donnell, Terk foi re-caracterizado como uma fêmea.[9] Antes desse processo, o comediante Chris Rock recebeu a oferta do papel, mas recusou.[10]
- Brian Blessed como Clayton: um experiente caçador inteligente, mas arrogante e traiçoeiro, que auxilia os Porters em sua busca pelos animais da floresta. Randy Haycock serviu como o animador supervisor de Clayton, baseando seu design em Clark Gable e outras estrelas de cinema das décadas de 1930 e 40. Blessed também forneceu o icônico grito do Tarzan no filme.[11]
- Nigel Hawthorne como Professor Archimedes Q. Porter: um cientista excêntrico de baixa estatura e pai de Jane. Dave Burgess atuou como supervisor de animação de Porter. Este foi um dos dois últimos papéis de Hawthorne antes de sua morte em 2001. Este também é o segundo filme da Disney em que Nigel estrelou após The Black Cauldron (1985).
- Lance Henriksen como Kerchak: o líder dos gorilas e companheiro de Kala, sendo o pai adotivo relutante de Tarzan já que ele é humano. Bruce W. Smith serviu como supervisor de animação de Kerchak.
- Wayne Knight como Tantor: um elefante paranóico e submisso, e amigo próximo de Tarzan e Terk. Sergio Pablos serviu como o animador supervisor de Tantor. Woody Allen foi inicialmente escalado como Tantor, mas Jeffrey Katzenberg persuadiu Allen a deixar o projeto e se juntar à DreamWorks em Antz (1998).[12]
  - Taylor Dempsey dublou o jovem Tantor.

## Produção

### Desenvolvimento
O projeto de adaptar Tarzan of the Apes para uma animação foi pioneiro uma vez que, antes da Disney realizar o filme, o romance de Burroughs já havia sido representado em vários filmes no cinema durante o século XX mas todos com atores em carne e osso. Thomas Schumacher, então presidente da Walt Disney Feature Animation, expressou surpresa por não ter havido nenhuma tentativa anterior de animar um filme sobre Tarzan, declarando: "Aqui está um livro que clama para ser animado. No entanto, somos os primeiros cineastas a levar Tarzan da página para a tela e apresentar o personagem como Burroughs pretendia"; ele observou que numa forma animada, Tarzan poderia se conectar aos animais em um nível mais profundo do que nas versões em live-action.
Em 1994, quando Pateta: O Filme (1995) estava quase concluído, Kevin Lima (diretor desse projeto) foi abordado para dirigir Tarzan pelo então presidente do estúdio Jeffrey Katzenberg. Ele desejava que o filme fosse animado pela divisão Disney Television Animation com um novo estúdio de animação estabelecido no Canadá. Lima estava relutante com a ideia por causa das complexidades da animação sendo feitas por animadores inexperientes. Após a renúncia de Katzenberg da liderança da Walt Disney Company, Lima foi novamente contatado sobre o projeto por Michael Eisner, que sugeriu que o filme fosse produzido pela divisão Feature Animation, pela qual Lima aceitou.
Após isso, Lima decidiu ler Tarzan of the Apes, onde começou a visualizar o tema de duas mãos sendo erguidas uma contra a outra. Essa imagem se tornou um símbolo importante das relações entre os personagens do filme e uma metáfora da busca de Tarzan por identidade. Lima declarou: "Eu estava procurando por algo que enfatizasse o senso de Tarzan de ser parecido, mas diferente de sua família de macacos", concluindo: "A imagem de mãos se tocando foi inicialmente concebida como uma ideia de como Tarzan percebe que ele e Jane são fisicamente iguais".
Após seu estudo de dois meses do livro original, Lima abordou seu amigo, Chris Buck, que tinha acabado de terminar o trabalho como supervisor de animação em Pocahontas (1995), para perguntar se ele estaria interessado em servir como codiretor. Buck estava inicialmente cético, mas aceitou após ouvir as ideias de Lima para o filme. Em abril de 1995, o jornal Los Angeles Times relatou que o filme estava em seus estágios preliminares com Lima e Buck dirigindo depois que a Disney obteve os direitos da história do espólio de Edgar Rice Burroughs.

### Escrita do roteiro
Tab Murphy, que tinha acabado de terminar seu trabalho em O Corcunda de Notre Dame (1996), foi atraído pelo tema do homem versus natureza em Tarzan e começou a desenvolver um tratamento para o filme em janeiro de 1995. Para o terceiro ato, Murphy sugeriu que Tarzan deveria partir para a Inglaterra, como fez no livro, mas os diretores sentiram que era incompatível com seu tema central do que define uma família. Para manter Tarzan na selva, o terceiro ato precisava ser reestruturado redefinindo o papel do vilão e inventando uma maneira de colocar os gorilas em perigo. Nesta partida do romance de Burroughs, um vilão chamado Clayton foi criado para servir como um guia para o Professor Porter e sua filha, Jane. Além disso, Kerchak foi recaracterizado de um macaco mais selvagem e agressivo para se tornar o líder protetor da tribo dos gorilas.
Em janeiro de 1997, a dupla de roteiristas Bob Tzudiker e Noni White, marido e mulher, foi contratada para ajudar a reorientar e adicionar humor ao roteiro como uma forma de equilibrar o peso emocional do filme. O escritor de comédia David Reynolds também foi contratado para escrever diálogos humorísticos para o filme. "Fui contratado inicialmente para seis semanas de reescrita", disse Reynolds, que concluiu: "Um ano e meio depois, terminei. Ou eles gostaram do meu trabalho, ou eu era muito ruim em gerenciamento de tempo". Um desafio que os escritores enfrentaram foi como Tarzan deveria aprender sobre seu passado. A produtora do filme Bonnie Arnold, disse: "Quando Kala leva Tarzan de volta para a casa da árvore, ela está essencialmente dizendo a ele que ele foi adotado. [...] Isso é necessário porque ele encontra humanos e reconhece que é um deles"; como uma forma de explorar os sentimentos naquela cena, Arnold trouxe pais adotivos ao estúdio para conversar com a equipe da história.

### Animação
Os animadores foram divididos em duas equipes, com uma trabalhando em Paris e outra em Burbank. A distância de 9656 quilômetros e a diferença de fuso horário representaram desafios para a colaboração, especialmente para cenas com Tarzan e Jane. Glen Keane foi o supervisor de animação de Tarzan no estúdio de Paris, enquanto Ken Duncan foi o supervisor de animação de Jane no estúdio em Burbank. Para facilitar a coordenação de cenas com vários personagens, os animadores usaram um sistema chamado "máquina de cena" que podia enviar rascunhos entre os dois estúdios de animação. Enquanto isso, após a produção de Mulan (1998), duzentos animadores da Walt Disney Feature Animation Florida forneceram animação de personagens e animação de efeitos especiais, onde os cineastas tiveram que discutir seu trabalho por meio de videoconferências diárias entre os três estúdios.
Keane foi inspirado a fazer Tarzan "surfar" entre as árvores por causa do interesse de seu filho em esportes radicais, com ele começando a trabalhar em uma cena de teste. Os diretores expressaram preocupação de que Tarzan seria transformado em um "cara surfista". Em outubro de 1996, Keane revelou a animação de teste para eles, que gostaram o suficiente para que fosse usada durante a sequência de "Filho do Homem", com movimentos inspirados no skatista Tony Hawk. Embora Keane inicialmente pensasse que Tarzan seria fácil de animar porque ele só usaria uma tanga no filme, ele percebeu que precisaria de uma musculatura humana totalmente funcional, mas ainda sendo capaz de se mover como um animal. Para descobrir os movimentos de Tarzan, a equipe de animação de Paris estudou diferentes animais para transpor seus movimentos para ele. Eles também consultaram um professor de anatomia. Isso resultou em Tarzan sendo o primeiro personagem da Disney a exibir com precisão músculos funcionais.

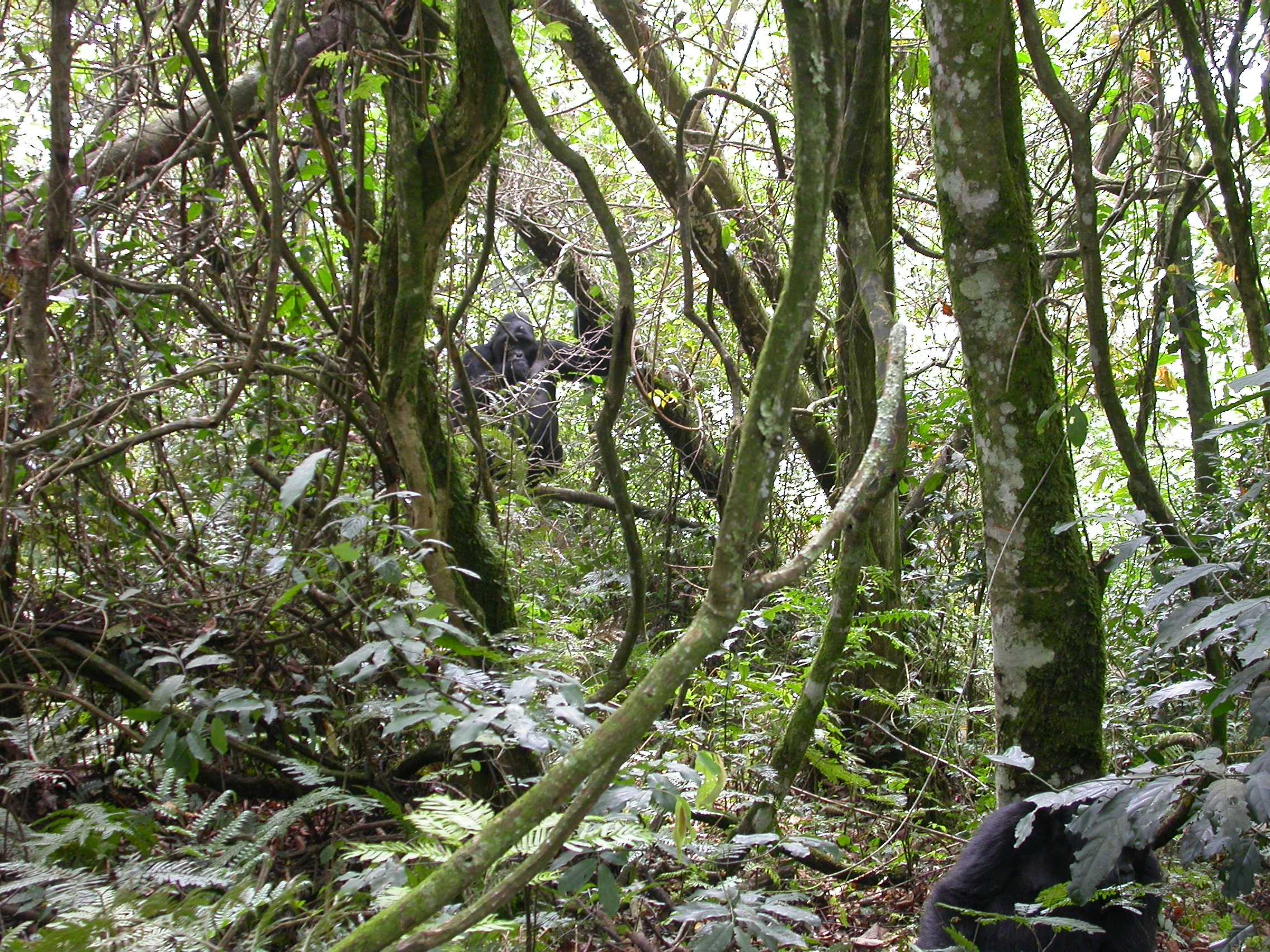
A equipe de animação viajou até o Parque Nacional Impenetrável de Bwindi, no Uganda para encontrar inspiração nos cenários do filme.

Para se preparar para animar os gorilas, a equipe de animação assistiu a palestras sobre primatas, fez viagens a zoológicos e estudou documentários sobre a natureza, com um grupo de animadores também testemunhando uma dissecação de gorilas para aprender sobre sua musculatura. Em março de 1996, a equipe de produção começou um safári de duas semanas no Quênia para tirar fotos de referência e observar os animais. Na viagem, eles visitaram o Parque Nacional Impenetrável de Bwindi, em Uganda, para ver gorilas da montanha na natureza e obter inspiração para o cenário. Em 2000, Chris Buck repetiu a jornada acompanhado por jornalistas para promover o lançamento do filme em vídeo caseiro.
Para criar os fundos 3D arrebatadores, a equipe de produção de Tarzan desenvolveu uma técnica de pintura e renderização 3D conhecida como Deep Canvas (um termo cunhado pelo artista/engenheiro Eric Daniels). Esta técnica permite que os artistas produzam fundos CGI que se parecem com uma pintura tradicional, de acordo com o diretor de arte Daniel St. Pierre (o software mantém o controle das pinceladas aplicadas no espaço 3D). Por este avanço, a Academia de Artes e Ciências Cinematográficas concedeu aos criadores do Deep Canvas um Prêmio de Realização Técnica na cerimônia do Óscar em 2003. Depois de Tarzan, o Deep Canvas foi usado para uma série de sequências em Atlantis: The Lost Empire (2001), particularmente em grandes tomadas panorâmicas da ilha e em várias sequências de ação; expandido para suportar objetos em movimento como parte do fundo, o softaware também foi usado para criar cerca de 75% dos ambientes no próximo grande filme de ação animado da Disney, O Planeta do Tesouro (2002).

## Música

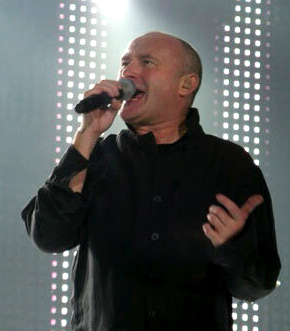
A canção "You'll Be in My Heart", interpretada por Phil Collins (foto), se tornou um grande sucesso, ganhando o Oscar de melhor canção original em 2000.

Em 1995, o cantor Phil Collins foi inicialmente trazido para o projeto como compositor seguindo uma recomendação do executivo musical da Disney, Chris Montan. No início da produção, os diretores Kevin Lima e Chris Buck decidiram não seguir a tradição musical da Disney ao fazer os personagens cantarem; Lima declarou: "Eu não queria que Tarzan cantasse [...] Eu simplesmente não conseguia ver esse homem seminu sentado em um galho começando a cantar. Achei que seria ridículo". Originalmente, em vez disso, Collins interpretaria as músicas do filme servindo como narrador. A escolha de Collins, um artista adulto contemporâneo popular e bem estabelecido, levou a comparações com o trabalho anterior de Elton John em O Rei Leão (1994). Tarzan foi dublado em 35 idiomas, o maior número de línguas diferentes para qualquer filme da Disney na época, com Collins gravando suas músicas em francês, italiano, alemão e espanhol para as versões dubladas da trilha sonora do filme. Em Portugal as canções foram interpretadas por Luís Represas; no Brasil, o músico Ed Motta deu voz às versões para as canções, com destaque para a faixa "No Meu Coração Você Vai Sempre Estar" (versão de "You'll Be in My Heart"). De acordo com Collins, a maioria das canções que ele escreveu para Tarzan vieram de sessões de improvisação e suas reações ao ler o tratamento do filme. Três das canções que ele escreveu, "Son of Man", "Trashin' the Camp" e "Strangers Like Me", foram baseadas em suas impressões iniciais depois que ele leu o material de origem do filme. As outras duas canções foram "You'll Be in My Heart", uma canção de ninar cantada para Tarzan por Kala (dublada por Glenn Close), e "Two Worlds", uma canção que Collins escreveu para servir como um tema para Tarzan.
A trilha sonora instrumental do filme foi composta por Mark Mancina, que já havia colaborado em algumas músicas de O Rei Leão (1994) e no musical de mesmo nome. Mancina e Collins trabalharam em conjunto para criar uma música que complementasse o cenário do filme e usaram muitos instrumentos obscuros da coleção pessoal de Mancina na trilha sonora. "A ideia da trilha sonora e do arranjo musical se uniram como uma entidade, enquanto Phil e eu trabalhamos em conjunto para criar o que é ouvido no filme", disse Mancina.

## Lançamento
Em 12 de junho de 1999, o filme estreou no El Capitan Theatre com o elenco e os cineastas como participantes, seguido por um concerto de quarenta minutos de Phil Collins cantando as músicas do filme. Em 23 de julho de 1999, a Disney realizou um lançamento de projeção digital de Tarzan lançado apenas em três cinemas, incluindo o multiplex Pleasure Island do Walt Disney World por três semanas. Embora Star Wars: Episódio I – A Ameaça Fantasma e An Ideal Husband tenham recebido lançamentos de projeção digital anteriores (apesar de terem sido filmados em filme fotográfico), Tarzan se tornou notável por ser o primeiro grande lançamento de longa-metragem a ter sido produzido, masterizado e projetado digitalmente.

### Marketing
A Disney Consumer Products lançou uma série de brinquedos, livros e bichos de pelúcia temáticos de Tarzan em parceria com a Mattel, além de lançar uma linha de bonecos de ação. A Mattel também produziu o boneco de ação Rad Repeatin' Tarzan, mas o descontinuou após reclamações sobre os movimentos onanísticos dos braços do brinquedo. Dando continuidade à sua aliança publicitária com o McDonald's, sua campanha promocional começou no dia de estreia do filme com vários brinquedos acompanhados do McLanche Feliz e canudos de refrigerante que reproduziam o grito do Tarzan. A Disney também trabalhou com a Nestlé para criar doces temáticos do filme, incluindo uma barra de chocolate com sabor de banana.
No início de 2000, a Disney fez parceria novamente com o McDonald's para lançar um conjunto de oito brinquedos para o McLanche Feliz como um complemento para o lançamento do vídeo caseiro do filme; a rede de restaurantes também ofereceu opções de lanches temáticos de Tarzan, como sundaes de banana e "hambúrgueres de selva".

### Mídia doméstica
Em 1 de fevereiro de 2000, o filme foi lançado em VHS e DVD, bem como em LaserDisc em 23 de junho de 2000, apenas no Japão, tornando Tarzan o último título de animação da Disney a ser lançado neste último formato. A versão em DVD continha material bônus, incluindo o videoclipe de "Strangers Like Me", a produção de "Trashin' the Camp" com Collins e 'N Sync e um jogo de perguntas e respostas interativo. Uma edição de colecionador de 2 discos foi lançada em 18 de abril de 2000; esta incluía uma faixa de comentários em áudio gravada pelos cineastas, filmagens dos bastidores e suplementos que detalhavam o legado de Tarzan na indústria da animação e o desenvolvimento do filme. Esses lançamentos em DVD, que eram certificados pela THX, também apresentavam uma prévia de Dinossauro (2000) e um DVD-ROM. Ambas as edições foram postas em moratória em 31 de janeiro de 2002 e colocadas de volta no Disney Vault. Em janeiro de 2001, o filme se tornou o lançamento em home video de maior sucesso de 2000, gerando receitas de varejo de US$ 268 milhões para a Disney. Em 18 de outubro de 2005, a Disney lançou uma edição especial de Tarzan em DVD.
A primeira edição em Blu-ray de Tarzan foi lançada no início de 2012 inicialmente em toda a Europa; em 12 de agosto de 2014, a Disney lançou a edição especial de Tarzan em Blu-ray, DVD e Digital HD.

## Recepção

### Desempenho comercial
Após o filme receber um lançamento limitado em 16 de junho de 1999, Tarzan conseguiu atrair todos os publicos demográficos (homens e mulheres, e maiores e menores de 25 anos), tornando-se a primeira animação da Disney a gerar interesse em todas as audiências em geral desde O Rei Leão. O filme teve sua estreia ampla em 18 de junho de 1999 nos Estados Unidos através de 3005 telas de cinema pelo país. Durante o fim de semana de 18 a 21 de junho, Tarzan arrecadou US$ 34,1 milhões, ficando em primeiro lugar nas bilheterias, superando Austin Powers: The Spy Who Shagged Me e A Filha do General. Na época, também ficou em segundo lugar, atrás de O Rei Leão (1994) (que arrecadou US$ 40,9 milhões) como a estreia de maior bilheteria para um filme de animação da Disney. Em agosto de 1999, a receita bruta doméstica foi projetada para se aproximar de US$ 170 milhões. No final de seu circuito teatral, o filme fechou sua bilheteria arrecadando US$ 448,2 milhões em todo o mundo, com US$ 171 milhões acumulados só nos Estados Unidos (ficando dentro das espectativas do estúdio), contra um orçamento de US$ 130 milhões (o mais caro custo para um filme de animação tradicional até então).

### Resposta da crítica
O filme foi bem recebido pela crítica especializada em geral. O agregador de resenhas Rotten Tomatoes relata que 90% dos críticos deram ao filme uma crítica positiva com base em 158 avaliações, o que fez Tarzan obter uma nota média de 7,7/10; o consenso crítico diz: "Tarzan da Disney leva a história bem conhecida [de Burroughs] a um novo nível com animação espirituosa, um ritmo rápido e algumas cenas de ação emocionantes". O também agregador Metacritic atribuiu ao filme a pontuação 79/100 com base em 27 avaliações, indicando "avaliações geralmente favoráveis". O público dos cinemas pesquisado pelo instituto CinemaScore deu ao filme uma nota média "A" em uma escala de "A+" a "F".
A revista Entertainment Weekly comparou os avanços do filme em efeitos visuais aos de Matrix, afirmando que Tarzan tinha "o trabalho de fundo gerado por computador mais bacana desde que Keanu Reeves fez o 'nado costas em câmera lenta'". A revista elaborou seu comentário descrevendo como os personagens se moviam perfeitamente pelos próprios fundos, dando ao filme uma sensação tridimensional única que superou em muito a qualidade das tentativas anteriores de ação ao vivo. O crítico de cinema Roger Ebert deu ao filme sua classificação mais alta de quatro estrelas em sua crítica ao jornal Chicago Sun-Times, com o mesmo fazendo comentários semelhantes sobre o filme, descrevendo-o como representando "outra tentativa da Disney de empurrar os limites da animação", com cenas que "se movem pelo espaço com uma liberdade nunca sonhada em filmes de animação mais antigos e inatingível por qualquer processo de ação ao vivo". Ao premiar o filme com três estrelas, James Berardinelli escreveu: "De um ponto de vista puramente visual, este pode ser o mais impressionante de todos os filmes de animação tradicional da Disney. Os cenários são exuberantes, os personagens são bem realizados e as sequências de ação são estonteantes, com mudanças frequentes de perspectivas e ângulos de câmera. Nenhum filme de animação convencional foi tão ambicioso antes". Desson Howe, escrevendo para o The Washington Post, afirmou que o filme "não é superior a Aladdin, O Rei Leão e A Pequena Sereia, mas facilmente vence os 'ralés' de Hércules e Pocahontas". Todd McCarthy da revista Variety demonstrou estar menos entusiasmado com a animação, alegando que era "ricamente detalhada e concebida de forma colorida, mas a animação e os gráficos do computador são frequentemente misturados e combinados de maneiras que são mais distrativas em suas diferenças do que úteis em sua vivacidade".
O crítico Peter Stack, do jornal San Francisco Chronicle, admirou o filme por abordar "significados de relacionamentos familiares e ideias sobre sociedade, tutela e compaixão" e "astúcia, ganância e o mal supremo", além de dizer que Tarzan permaneceu fiel ao romance original de Burroughs. Janet Maslin, resenhando sobre o filme para o The New York Times, opinou que "Tarzan inicialmente parece e soa como mais do mesmo, a ponto de Phil Collins cantar as palavras 'confie em seu coração' na terceira linha de sua música de abertura. Mas ele prova ser uma das flores mais exóticas da estufa da Disney, com flora voluptuosa, hordas de fauna, personagens encantadores e animação cinética emocionante que incorpora graciosamente os movimentos gerados por computador".
A crítica da Radio Times não foi tão positiva, afirmando que o filme "fica muito aquém do melhor resultado da Disney" e apresentou "fraco alívio cômico"; a revista concluiu: "Sem a varredura épica de Mulan ou O Rei Leão, e atado com canções de fundo fracas de Phil Collins (inexplicavelmente premiado com um Oscar), este 'Rei dos Swingers' pode ser amigável à mercadoria, mas não é um 'VIP da selva'". Michael Wilmington do Chicago Tribune, ao dar ao filme três estrelas, escreveu que Tarzan "não tem aquele toque especial que a grande dupla animada da Disney, A Pequena Sereia e O Rei Leão, tinha"; ele encontrou falhas na remoção de todos os personagens africanos do filme, na falta de tensão romântica entre Tarzan e Jane e nas canções de Phil Collins, comparando-as desfavoravelmente com os "showstoppers" de Elton John para O Rei Leão. Wilmington concluiu que "privar os personagens de interpretar as canções do filme ajudou a enfraquece-lo".
O crítico Ty Burr, da Entertainment Weekly, deu à trilha sonora de Tarzan uma nota "B−", afirmando que ela era estranhamente dividida entre as canções de Collins e a trilha sonora tradicional, era sobrecarregada por muitas versões alternativas das faixas e, em alguns casos, apresentava semelhanças com as trilhas sonoras de O Rei Leão e Star Wars.

### Prêmios e indicações
| Lista de prêmios e indicações                                | Lista de prêmios e indicações                                                          | Lista de prêmios e indicações | Lista de prêmios e indicações | Lista de prêmios e indicações |
| Prêmio ou cerimônia                                          | Categoria                                                                              | Recipiente(s) | Resultado                     | Ref.                          |
| ------------------------------------------------------------ | -------------------------------------------------------------------------------------- | --- | ----------------------------- | ----------------------------- |
| Óscar                                                        | Melhor canção original                                                                 | "You'll Be in My Heart" Música e letra de Phil Collins                                                                                            | Venceu                        | [ 78 ]                        |
| Annie Awards                                                 | Melhor filme de animação                                                               | Bonnie Arnold | Indicado                      | [ 79 ]                        |
| Annie Awards                                                 | Realização Excepcional em Animação de Personagens em uma Produção de Longa-Metragem    | Ken Duncan | Indicado                      | [ 79 ]                        |
| Annie Awards                                                 | Realização Excepcional em Animação de Personagens em uma Produção de Longa-Metragem    | Glen Keane | Indicado                      | [ 79 ]                        |
| Annie Awards                                                 | Realização Excepcional de Direção em Produção de Longa-Metragem                        | Kevin Lima e Chris Buck | Indicado                      | [ 79 ]                        |
| Annie Awards                                                 | Realização Excepcional em Efeitos Animados em uma Produção Animada                     | Peter De Mund | Indicado                      | [ 79 ]                        |
| Annie Awards                                                 | Realização Excepcional para Música em uma Produção de Longa-Metragem                   | "Two Worlds" Musicas e Letras de Phil Collins | Indicado                      | [ 79 ]                        |
| Annie Awards                                                 | Realização Excepcional em Design de Produção em Produção de Longa-Metragem de Animação | Daniel St. Pierre | Indicado                      | [ 79 ]                        |
| Annie Awards                                                 | Realização Excepcional para Storyboard em uma Produção de Longa-Metragem               | Brian Pimental | Indicado                      | [ 79 ]                        |
| Annie Awards                                                 | Melhor Realização em Dublagem em Produção de Longa-Metragem                            | Minnie Driver | Indicado                      | [ 79 ]                        |
| Annie Awards                                                 | Realização Excepcional de Roteiro em Produção de Longa-Metragem                        | Tab Murphy, Bob Tzudiker e Noni White | Indicado                      | [ 79 ]                        |
| Annie Awards                                                 | Conquista Técnica no Campo da Animação                                                 | Eric Daniels | Venceu                        | [ 79 ]                        |
| Artios Awards                                                | Melhor elenco de dublagem em uma animação                                              | Ruth Lambert | Venceu                        | [ 80 ]                        |
| Globo de Ouro                                                | Melhor canção original                                                                 | "You'll Be in My Heart" Music e Letras de Phil Collins                                                                                            | Venceu                        | [ 81 ]                        |
| Golden Reel Awards                                           | Melhor Edição de Som – Filme de Animação                                               | Per Hallberg, Curt Schulkey, Craig S. Jaeger, Christopher Assells, Scott Martin Gershin, Lou Kleinman, Geoffrey G. Rubay e Peter Michael Sullivan | Indicado                      |                               |
| Golden Reel Awards                                           | Melhor Edição de Som – Música – Filme de Animação                                      | Earl Ghaffari | Indicado                      |                               |
| Grammy Awards                                                | Melhor Álbum de Trilha Sonora                                                          | Tarzan: An Original Walt Disney Records Soundtrack – Phil Collins e Mark Mancina                                                                  | Venceu                        | [ 82 ]                        |
| Grammy Awards                                                | Melhor Canção em Mídia Visual                                                          | "You'll Be in My Heart" – Phil Collins | Indicado                      | [ 82 ]                        |
| Prêmios da Sociedade de Críticos de Cinema de Las Vegas      | Melhor Filme de Animação                                                               | Kevin Lima e Chris Buck | Indicado                      | [ 83 ]                        |
| Prêmios da Sociedade de Críticos de Cinema de Las Vegas      | Melhor Música                                                                          | "You'll Be in My Heart" Music e Letras de Phil Collins                                                                                            | Indicado                      | [ 83 ]                        |
| Nickelodeon Kids' Choice Awards                              | Voz favorita de um filme de animação                                                   | Rosie O'Donnell | Venceu                        | [ 84 ]                        |
| Nickelodeon Kids' Choice Awards                              | Música favorita de um filme                                                            | "Two Worlds" Music e Letras de Phil Collins | Indicado                      | [ 84 ]                        |
| Prêmios da Associação Americana de Cinema e Televisão Online | Melhor Canção Original                                                                 | "You'll Be in My Heart" Music e Letras de Phil Collins                                                                                            | Indicado                      | [ 85 ]                        |
| Prêmios Satellite                                            | Melhor Filme de Animação ou Mídia Mista                                                | Melhor Filme de Animação ou Mídia Mista | Indicado                      | [ 86 ]                        |
| Prêmio Saturno                                               | Melhor Filme de Fantasia                                                               | Melhor Filme de Fantasia | Indicado                      | [ 87 ]                        |
| Young Artist Awards                                          | Melhor Longa-Metragem Familiar – Animação                                              | Melhor Longa-Metragem Familiar – Animação | Indicado                      | [ 88 ]                        |
| Young Artist Awards                                          | Melhor Performance em Dublagem (TV ou Longa-Metragem) – Ator Jovem                     | Alex D. Linz | Indicado                      | [ 88 ]                        |

### Honrarias e homenagens
Tarzan foi indicado para constar nas seguintes listas do American Film Institute:
- 2004: Melhores canções da história do cinema estadunidense:
  - "You'll Be in My Heart" – Indicado[89]
- 2008: Melhores animações em longa-metragem do cinema estadunidense:
  - Indicado[90]

## Legado

### Série de televisão
O filme originou série animada derivada, The Legend of Tarzan, que foi exibida originalmente de 2001 a 2003. A série continua de onde o filme parou, com Tarzan se adaptando ao seu novo papel como líder dos macacos após a morte de Kerchak, e Jane (com quem ele se "casou") se adaptando à sua vida na selva.

### Sequências
Logo após o lançamento do filme, em julho de 1999, a Disney anunciou que estava planejando uma sequência para Tarzan. Em 2002, Tarzan & Jane foi lançado diretamente em vídeo, com Michael T. Weiss substituindo Goldwyn como a voz de Tarzan. Tarzan II, outra sequência lançada também home video, foi lançada em 2005.

### Musical da Broadway
Um musical da Broadway produzido pela Disney Theatrical Productions, também intitulado Tarzan, começou as prévias em 24 de março de 2006. Teve uma noite de estreia oficial em 10 de maio do mesmo ano. Depois de mais de um ano na Broadway, o show foi encerrado em 8 de julho de 2007.

### Jogos de videogame
Cinco videogames de Tarzan foram lançados em várias plataformas. A casa de Tarzan também é apresentada como um mundo jogável, "Deep Jungle", no jogo Kingdom Hearts de 2002, e na sua remasterização em HD de 2013 Kingdom Hearts HD 1.5 Remix, em que Goldwyn e Blessed foram os únicos atores do filme a reprisar seus papéis, enquanto Jane foi dublada por Naia Kelly e Audrey Wasilewski reprisou seu papel como Terk do videogame de 1999 baseado no filme; Kerchak e Kala aparecem mas não falam no jogo, enquanto Tantor e o Professor Porter estão ausentes. O mundo foi originalmente concebido para retornar em Kingdom Hearts: Chain of Memories, mas isso acabou não se concretizando.

## Questões legais
A empresa Edgar Rice Burroughs, Inc. detém os direitos do personagem Tarzan, o que faz com que o uso do personagem por outras mídas seja limitado. Durante a produção de episódios de House of Mouse, os membros da equipe da Disney, Roberts "Bobs" Gannaway e Tony Craig, foram proibidos de usar os personagens do filme no programa, além de restringir o uso de outros personagens por diferentes proprietários, exceto permitir apenas personagens Disney do material original. Por conta dessa restrição à propriedade de Burroughs, os personagens do filme também são omitidos do aplicativo Disney Emoji Blitz (aplicativo executado pela Jam City). A atração Tarzan's Treehouse do jogo de videogame Kinect: Disneyland Adventures de 2011 também foi omitida devido a problemas de licenciamento.